# Жаланашколь (станция)
Жаланашколь (каз. Жалаңашкөл) — станция (тип населенного пункта) в Алакольском районе Жетысуской области Казахстана. Входит в состав Достыкской поселковой администрации. Находится примерно в 116 км к юго-востоку от центра города Ушарал. Код КАТО — 193443200.

## Население
В 1999 году население станции составляло 64 человека (35 мужчин и 29 женщин). По данным переписи 2009 года, в населённом пункте проживал 51 человек (27 мужчин и 24 женщины).